# Berzelius (cràter)
Berzelius és un cràter d'impacte situat a la part nord-est de la cara visible de la Lluna, localitzat al sud-est del cràter Franklin, i al nord-oest de Geminus.

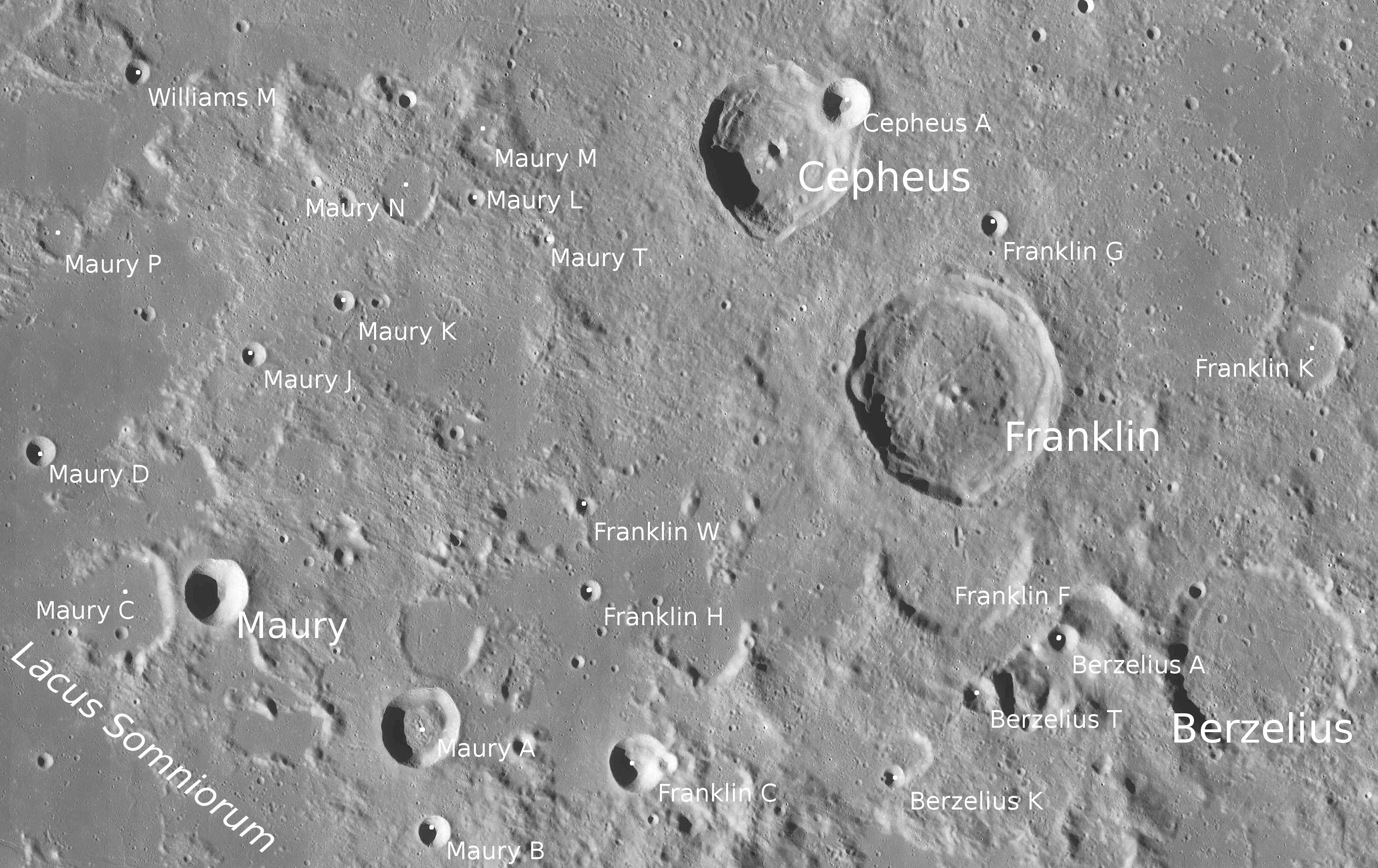
Localització de Berzelius (inferior dreta de la imatge)
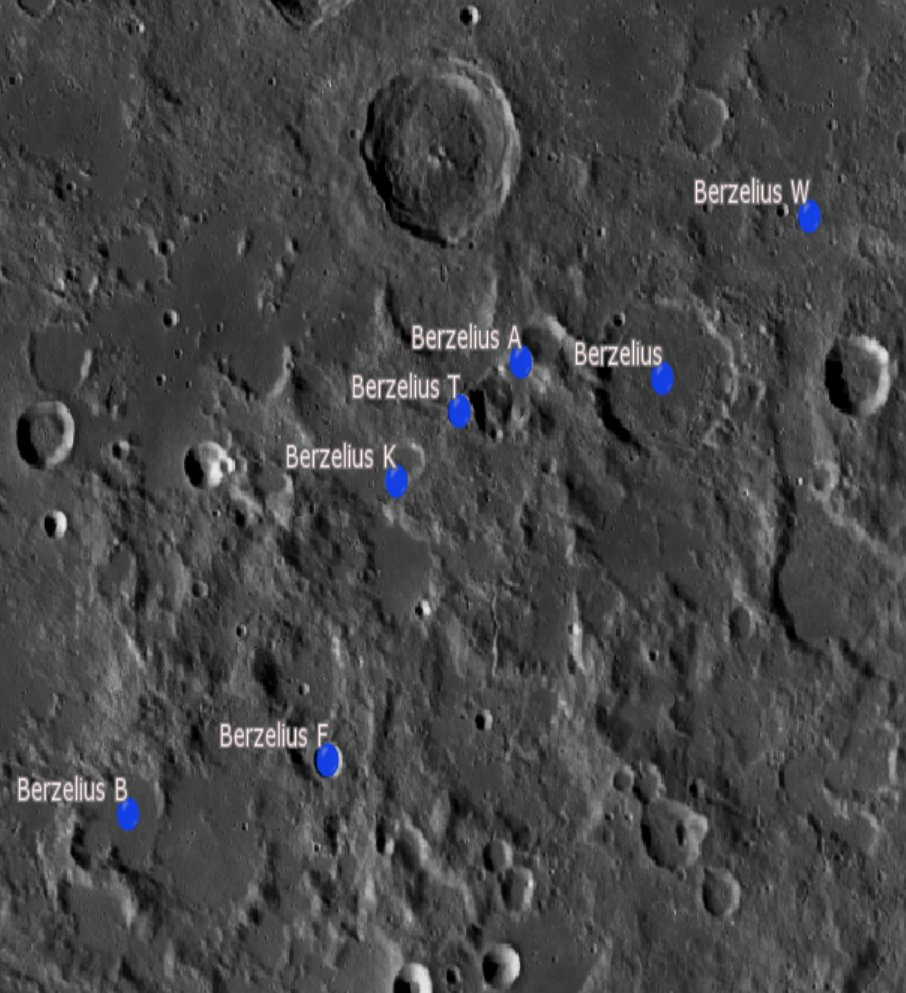
Cràters satèl·lit
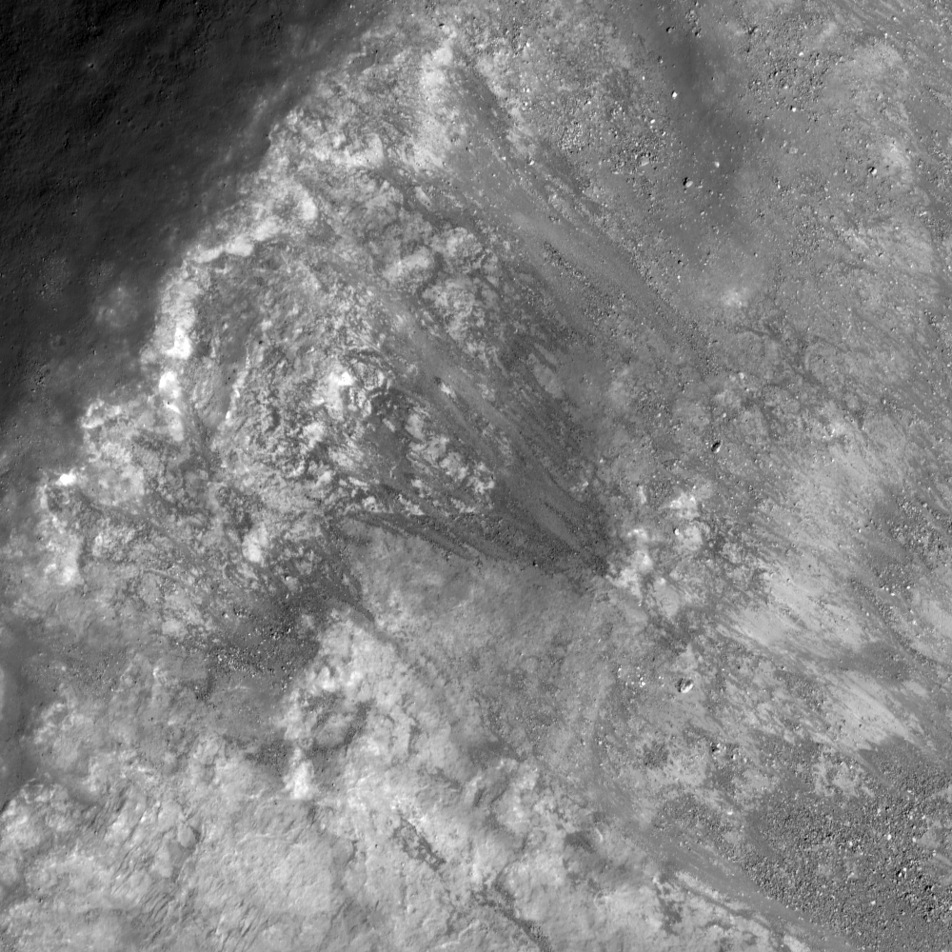
Imatge de la missió LRO

Berzelius és una formació baixa i erosionada, amb un fons bastant pla i una petita vora en forma de cresta. Hi ha diversos cràters petits al llarg del perímetre, i la paret gairebé ha desaparegut a la banda sud, que consisteix en poc més que una cresta ampla i baixa. La plataforma interior està marcada per uns diminuts cràters.

## Cràters satèl·lit
Per convenció aquests elements són identificats en els mapes lunars posant la lletra en el costat del punt central del cràter que està més proper a Berzelius.
| Berzelius | Coordenades                            | Diàmetre |
| --------- | -------------------------------------- | -------- |
| A         | 36° 44′ N, 48° 52′ E / 36.74°N,48.87°E | 8 km     |
| B         | 32° 19′ N, 43° 06′ E / 32.31°N,43.10°E | 25 km    |
| F         | 32° 51′ N, 46° 01′ E / 32.85°N,46.02°E | 11 km    |
| K         | 35° 34′ N, 47° 02′ E / 35.57°N,47.03°E | 6 km     |
| T         | 36° 15′ N, 47° 58′ E / 36.25°N,47.96°E | 9 km     |
| W         | 38° 08′ N, 53° 06′ E / 38.14°N,53.10°E | 7 km     |